# 路易桑
安德森·路易斯·達席爾瓦（葡萄牙語：Ânderson Luís da Silva；1981年2月13日—），通常稱為路易桑（葡萄牙語：Luisão），是一名前巴西足球運動員，擔任中堅，最後效力葡萄牙足球隊賓菲加，曾為巴西國家足球隊的成員。雷沙奧的弟弟阿歷斯·施華同樣是一名足球運動員。

## 榮譽

### 尤文圖斯競技
- 巴西盃（巴西杯）：2000年

### 高士路
- 南米納斯盃（英语：Copa Sul-Minas）：2002年
- 米內羅足球聯賽（英语：Campeonato Mineiro）：2003年
- 巴西盃：2003年

### 賓菲加
- 葡萄牙盃：2004年
- 葡萄牙超級聯賽：2005年
- 葡萄牙超級盃：2005年
- 葡萄牙聯賽盃：2009年

### 國際賽
- 美洲國家盃：2004年
- 2005年聯合會盃：2005年

## 外部連結
- 足球数据库：雷沙奧的球员统计数据
- PortuGOAL 雷沙奧檔案 （页面存档备份，存于）